# Crocozona
Crocozona is een geslacht van vlinders uit de familie van de prachtvlinders (Riodinidae), onderfamilie Riodininae.
Crocozona werd in 1865 voor het eerst wetenschappelijk beschreven door C. & R. Felder.

## Soorten
Crocozona omvat de volgende soorten:
- Crocozona coecias (Hewitson, 1866)
- Crocozona croceifasciata Zikán, J, 1952
- Crocozona fasciata (Hopffer, 1874)
- Crocozona pheretima Felder, C & R. Felder, 1865